# 土门乡 (夹江县)
土门乡，是中华人民共和国四川省乐山市夹江县曾经下辖的一个乡。2019年9月，撤销青州乡、梧凤乡和土门乡，将其所属行政区域划归新场镇管辖。

## 行政区划
土门乡撤销前下辖以下地区：
土门铺社区、铁道村、民益村、骑江村、交通村、万福村、白云村和江祠村。